# 弗朗西斯科·加里戈斯
弗朗西斯科·加里戈斯·罗萨（西班牙語：Francisco Garrigós Rosa，1994年12月9日—），西班牙男子柔道运动员，2021年世界柔道锦标赛和2024年夏季奧運會男子60公斤级铜牌得主、2023年世界柔道锦标赛男子60公斤级金牌得主。